# Lista de presidentes da Croácia

Estandarte do Presidente da Croácia

A seguir uma lista dos presidentes da Croácia desde sua independência em 8 de outubro de 1991.
| Nº | Presidente                 | Presidente | Início do mandato       | Fim do mandato          | Partido                                      |
| -- | -------------------------- | ---------- | ----------------------- | ----------------------- | -------------------------------------------- |
| 1  | Franjo Tuđman              |            | 30 de maio de 1990      | 10 de dezembro de 1999  | União Democrática Croata                     |
|    | Vlatko Pavletić (interino) |            | 10 de dezembro de 1999  | 2 de fevereiro de 2000  | União Democrática Croata                     |
|    | Zlatko Tomčić (interino)   |            | 2 de fevereiro de 2000  | 18 de fevereiro de 2000 | Partido Camponês Croata                      |
| 2  | Stjepan Mesić              |            | 18 de fevereiro de 2000 | 18 de fevereiro de 2010 | Partido Popular Croata - Liberais Democratas |
| 3  | Ivo Josipović              |            | 18 de fevereiro de 2010 | 18 de fevereiro de 2015 | Partido Social-Democrata                     |
| 4  | Kolinda Grabar-Kitarović   |            | 18 de fevereiro de 2015 | 18 de fevereiro de 2020 | União Democrática Croata                     |
| 5  | Zoran Milanović            |            | 18 de fevereiro de 2020 | Atualmente              | Partido Social-Democrata                     |